# 江口良友
江口 良友（えぐち よしとも、1921年（大正10年） - ）は、日本の工学者・農学者・元軍人。農学博士（北海道大学）。専門は、微生物工学。北海道におけるバイオ研究の大家。特定非営利活動法人北海道バイオ産業振興協会顧問。北海道大学名誉教授。静修短期大学元学長。北海道小樽市出身

## 来歴
1944年北海道帝国大学農学部卒。1944年赤紙で召集を受ける。1945年日本海軍技術中尉。終戦後は、北海道商工経済会主事、北海道農産化学工業研究主幹、武田薬品工業化成品研究所部長を経て、1972年（昭和47年）北海道大学農学部教授に就任（微生物工学を担当）。
1985年北海道大学停年退官。同名誉教授。静修短期大学6代学長に就任。1990年静修短期大学学長退職。NPO法人北海道バイオ産業振興協会会長。
1971年北海道大学より 農学博士。論文の題は「清酒の活性炭処理に関する研究」。

## 著書
- K.ブラッツラー著、織田孝と共訳『現場技術者と研究者のための吸着技術』（広川書店, 1961年）
- J.W. ハスラー著、織田孝と共訳『活性炭 : 効果的な利用の基礎と実際』（共立出版, 1966年初版・1976年第3版）
- 『北海道の明日とバイオ : 道新フォーラム(道新ブックレット ; 7)』（北海道新聞社編集・発行, 1987年）